# The Wild Bunch (groupe)
Pour les articles homonymes, voir The Wild Bunch.
The Wild Bunch est un sound system et collectif musical de Bristol. Actif entre 1983 et 1986, il est connu pour avoir été composé des futurs membres de Massive Attack (Robert Del Naja, Grant Marshall et Andrew Vowles), Tricky et Nellee Hooper.